# 查理斯金村 (阿拉斯加州)
查理斯通村（英語：Charleston Village）是位於美國阿拉斯加州東南費爾班克斯人口普查區的一個非建制地區。該地的面積和人口皆未知。

## 地理
查理斯通村的座標為62°58′14″N 141°49′12″W / 62.97056°N 141.82000°W，而該地的平均海拔高度為517米（即1696英尺）。